# Сефевидское искусство
Сефевидское искусство — искусство периода иранской династии Сефевидов (1501—1722). Распространено в современном Иране и на Кавказе. В основном представлено образцами книгопечатания и архитектурой; также включает изделия из керамики, металла и стекла. Известны художественные образцы садоводства. Искусство периода Сефевидов наиболее примечательно, чем любой другой период иранского искусства.

## Архитектура

### Период Исмаила
В то время как первый Сефевидский шах проводил довольно интенсивную политику восстановления и сохранения шиитских святых городов, таких как, Кербела, Наджаф и Самарра в Ираке и Мешхед на востоке Ирана, тем самым увековечивая традиции Тимуридов, с другой стороны, его участия в архитектурном строительстве почти отсутствовало, потому что завоевание Сефевидов осуществлялось без серьезных разрушений. Таким образом, в Тебризе, новой столице, все сохранившиеся памятники Ильханид, Джалаирид, Ак Коюнлу и Тимурид в значительной степени удовлетворяли потребности шаха и его администрации. Тем не менее, именно Исмаил превратил город Ардебиль в династический центр и место паломничества, украсив комплекс, окружающий могилу Шейха Сефи Ад-дина, основателя суфийского тариката Сефевиеи, а также похоронив там останки своего отца в 1509 году. Исмаил отвечает за строительство, в частности, Дар-эль-Хадиса, зала, посвященного изучению хадисов, похожего на старый Дар-эль-Хуффаз, который служил для чтения Корана. Можно также приписать Исмаилу реставрацию Масжед-е Джамех Савеха в 1520 году, внешняя отделка которого исчезла, но из которой михраб сочетает в себе использование старой штукатурки и деликатный декор арабески в керамической мозаике. Другая мечеть Савеха, Масджед-и-мейдан, получила аналогичный михраб, датированный надписями между 1510 и 1518 годами.
Дормиш-хан Шамлу, шурин Исмаила, частично компенсировал это отсутствие строительства, начиная с 1503 года. Этот губернатор Исфахана, который чаще жил при дворе Тебриза, чем в своем городе, оставил бразды правления Мирзе-шах Хусейну Исфахани, величайшему архитектору того времени, который построил там, в частности, могилу Харун-э-Вилаят в 1512—1513 годах. Два минарета увеличили большое крыльцо, в то время как декор хазербафа и керамическая мозаика, сосредоточенная на фасаде, остались в традиции Тимуридов. Таким образом, фасад объединен базовым декором, как это уже было в мечети Йезда. К этой могиле необходимо добавить близлежащую мечеть Масджед-э-Али, построенную в 1522 году тем же Мирзой-шах Хусейна Исфахани.